# 이란-타지키스탄 관계
이란-타지키스탄 관계는 이란과 타지키스탄 간의 양국 관계를 의미한다. 소련의 붕괴 이후, 두 국가는 자연스럽게 긴밀하고 강한 관계를 유지해 왔으며, 두 나라 모두 페르시아어를 사용하는 이란계 국가라는 공통점으로 인해, 이란의 전 대통령 마무드 아마디네자드는 양국을 "두 몸에 깃든 하나의 정신"이라고 표현하기도 했다.

## 역사
이란은 두샨베에 대사관을 설립한 최초의 국가였으며, 1991년 타지키스탄이 독립한 직후 이를 외교적으로 승인한 첫 국가 중 하나였다. 이란은 타지키스탄에 외교적 지원을 제공하고, 여러 이슬람 사원을 건립하였다. 타지키스탄 내에서 페르시아 문화와 페르시아어의 부흥이 이루어짐에 따라, 이란은 학술회의, 언론, 영화제를 통해 문화 교류를 장려하였다. 이란의 텔레비전 프로그램, 잡지, 서적 등도 타지키스탄에서 점차 보편화되었다.
그러나 양국이 많은 공통점을 지니고 있음에도 불구하고, 뚜렷한 차이점도 존재한다. 타지키스탄의 탈공산주의 정부는 세속적인 반면, 이란은 이슬람 체제를 기반으로 하고 있다. 또한, 이란은 주로 시아파 국가인 반면, 타지키스탄은 수니파가 다수를 이루고 있다. 타지키스탄의 이슬람 부흥운동 지도자들은 자국에 이슬람 정부가 수립된다 하더라도 이란식 모델을 따르지는 않을 것이라고 밝힌 바 있다.

### 타지키스탄 내전
타지키스탄 내전 기간 동안, 이란은 내전의 양측 세력 간 중재를 제안하였으나, 이러한 노력은 실질적인 협상으로 이어지지 못했다. 1995년, 타지키스탄은 구소련 지역 외에 드물게 테헤란에 최초의 대사관을 개설하였다. 이후 양국 관계는 더욱 강화되었으며, 에너지 분야에서의 협력과 함께 양국 정부 관계자들은 긴밀한 유대 강화를 지속적으로 지지해 왔다.

### 전후 관계
2006년부터 2013년까지 재임한 이란의 마무드 아마디네자드 대통령은 "이란과 타지키스탄은 두 몸에 깃든 하나의 정신이다"라고 언급했다. 그는 또한 양국 관계 확장에는 어떤 제한도 없으며, "우리 두 나라가 공유하는 많은 공통점 덕분에 우리는 비(非)이란인 손님이 함께하고 있다고 느끼지 않는다"고 덧붙였다.
2011년 2월 12일, 타지키스탄의 외무장관 함로혼 자리피는 두샨베에서 열린 이란 혁명 기념 행사에서 "오늘날 타지크 사회는 타지크 경제의 성장과 확장에서 이란 이슬람 공화국의 활동과 역할을 목격하고 있다"고 말했다. 자리피는 상토데-2 수력 발전소, 안조브 터널, 이스티클롤 터널 등의 프로젝트를 타지크 경제에서 이란의 역할을 보여주는 예로 언급했다.

## 관계의 쇠퇴
이란과 타지키스탄 간의 관계는, 이란 정부의 경고에도 불구하고 타지키스탄 정부가 수배 중인 이란 재벌 바바크 잔자니의 타지크 은행 내 자산과 타지키스탄 산업에 대한 그의 투자를 압류한 이후 하락세에 접어들었다. 바바크 잔자니는 자금 세탁, 횡령, 그리고 이란의 석유 및 가스 산업에서 60억 달러 이상을 훔친 혐의로 기소되었다. 그의 해외 자산은 담보 및 보상금으로 회수될 예정이었지만, 타지키스탄 정부는 이를 넘겨주기를 거부했으며, 잔자니가 타지크 은행에 어떤 투자도 하지 않았다고 부인했다. 미국의 제재와 경제적 어려움에 처한 이란은 우방국의 이러한 적대적인 행동을 배신으로 간주하였으며, 타지키스탄과의 추가적인 상업 및 산업 협력 축소의 신호로 받아들였다.
2015년 12월 27일부터 29일까지 이란에서 열린 한 이슬람 세미나에 이란이 수배 중인 타지크 야권 지도자 무히딘 카비리를 초청하고, 이란의 최고지도자 아야톨라 알리 하메네이가 그를 따뜻하게 환대한 사건은 양국 관계를 더욱 악화시켰다. 타지키스탄은 즉각적으로 이란에 항의 서한을 발송했으며, 타지키스탄 외무부는 주두샨베 이란 대사를 소환하여 이 조치에 대해 "유감"을 표명했다. 타지키스탄 성직자 협의회 의장은 무히딘 카비리에 대한 이란의 초청을 "테러리즘을 조장하는 행위"라고 비난했다."
2016년은 1991년 타지키스탄이 독립한 이후 양국 관계가 가장 낮은 수준으로 떨어진 해였다.